# Таємниці святого Юра
«Таємниці Святого Юра» — український радянський антирелігійний художній фільм режисера Валерія Підпалого, який вийшов на кіностудії ім. О. Довженка, прем'єра якого відбулась 6 грудень 1982 році.

## Сюжет
Фільм оснований на реальних історичних фактах першої світової війни. Дія відбувається в Галичині. Митрополит Української греко-католицької церкви Андрей, який прагне волі українському народу, «наставляє» молодого хорунжого австрійської армії Романа і доручає йому охорону архівів митрополита в соборі Святого Юра. Але Роман, ознайомившись зі змістом деяких матеріалів, збирається оприлюднити секретні документи …

## В ролях
- Андрій Харитонов — Роман (головна роль)
- Володимир Талашко — Орест (головна роль)
- Єлизавета Дєдова — Стефа (головна роль)
- Віктор Щербаков — Іван Варгун
- Сергій Полежаєв — митрополит Андрей
- Богдан Ступка — Олекса
- Олександр Гай — отець Йосип
- Федір Стригун
- Геннадій Щербаков
- Алім Федоринський
- Любов Богдан — Ксенія
- Сергій Іванов — Єгор
- Петро Бенюк — Степан
- Йосип Найдук — Дмитро Горук
- Володимир Шпудейко
- Олена Чекан
- Алла Чуря

## Знімальна група
- Автор сценарію: Володимир Добричев
- Режисер-постановник: Валерій Підпалий
- Оператор-постановник: Сергій Лисецький
- Художник-постановник: Михайло Полунін, Михайло Раковський
- Композитор: Геннадій Ляшенко
- Режисер: Єлизавета Рибак
- Звукооператор: Рема Крупєніна
- Монтаж:
- Державний симфонічний оркестр УРСР (диригент: П. Поляков)
- Директор картини:

## Цікаві факти
- Фільм вийшов в кількості 613 фільмокопій, його переглянули 6,2 млн глядачів за перші 12 місяців прокату[1].